# Andrianafidisoa
Andrianafidisoa, plus connu sous le nom Fidy, décédé le 6 octobre 2021, est un général malgache et directeur de l'Office national des mines et des industries stratégiques (OMNIS). Il aurait tenté un coup d'État contre le président malgache Marc Ravalomanana le 18 novembre 2006.

## Tentative de coup d'État
Avant sa prétendue tentative de coup d'État, en octobre 2006, le général Andrianafidisoa est empêché de se présenter à l'élection présidentielle prévue pour le 3 décembre 2006, pour ne pas avoir versé la caution requise de 25 000 000 ariary. Andrianafidisoa a auparavant soutenu Ravalomanana dans sa lutte contre Didier Ratsiraka à propos des résultats des élections de 2002, et a mené une attaque des forces pro-Ravalomanana sur Fianarantsoa à cette époque[réf. nécessaire].
Pendant que Ravalomanana est à l'étranger, Andrianafidisoa fait distribuer des tracts déclarant le régime militaire instauré. Il qualifie le gouvernement de Ravalomanana d'inconstitutionnel et se rend à une base sur l'aéroport d'Ivato pour solliciter le soutien des militaires. Un soldat aurait été tué lors d'un affrontement sur place, et l'avion de Ravalomanana, de retour d'Europe, est dérouté vers Mahajanga. La tentative de prise de pouvoir d'Andrianafidisoa échoue, et il prend la fuite. Le gouvernement ordonne son arrestation et lance des recherches. Cependant, le général déclare: "Je suis vivant et je ne me cache pas", lors d'un appel téléphonique à l'agence de presse Reuters. Selon lui, "Les soldats et les politiciens ont compris le message"[réf. souhaitée].
Par la suite, Andrianafidisoa nie que les événements constituent une tentative de coup d'État, qualifiant cette interprétation d'erronée. Il reconnaît toutefois avoir qualifié le gouvernement de Ravalomanana d'inconstitutionnel et avoir appelé à sa démission. Le 22 novembre, Andrianafidisoa reçoit le soutien de huit des quatorze candidats à la présidentielle, qui déclarent que celui-ci défend la Constitution et les intérêts de la nation,.
Une récompense de 50 000 dollars est offerte pour l'arrestation d'Andrianafidisoa. Le secrétaire d'État à la Sécurité publique déclare qu'Andrianafidisoa a été pris par surprise et capturé le 12 décembre dans un hôtel, et qu'il n'a opposé aucune résistance. Plusieurs armes à feu et des munitions sont retrouvées sur lui. La police commence à interroger Andrianafidisoa le 14 décembre. Andrianafidisoa plaide non coupable lors de son procès. Lui et ses avocats soutiennent qu'il n'a pas tenté de coup d'État, mais qu'il a plutôt agi en "soldat isolé" pour alerter le président de la situation des forces armées. Il est condamné à quatre ans de prison le 2 février 2007 et annonce son intention de faire appel du verdict. Le 20 février, il est condamné[Comment ?] à une peine supplémentaire de trois ans de prison[réf. nécessaire].
Ravalomanana est contraint de quitter le pouvoir par une combinaison de manifestations populaires et d'intervention militaire en mars 2009. Le chef de l'opposition Andry Rajoelina prend ensuite la présidence de la Haute Autorité de la Transition et gracie rapidement Andrianafidisoa, ainsi que de nombreux autres prisonniers politiques, le 26 mars 2009.

## Décès
Andrianafidisoa décède le 6 octobre 2021 à l'âge de 57 ans.